# انتخابات الرئاسة الغامبية 2016
انتخابات الرئاسة الغامبية 2016 هي الانتخابات الرئاسية التي جرت في 1 ديسمبر 2016، في غامبيا، لانتخاب رئيس غامبيا، فاز بالانتخابات آداما بارو.

## المرشحين
| المرشح       | الحزب | عدد الأصوات |
| ------------ | ----- | ----------- |
| آداما بارو   |       |             |
| يحيى جامع    |       |             |
| Mama Kandeh ‏ |       |             |